# Sköldbåge
En sköldbåge är en båge i ett valv som löper längs med valvet, det vill säga längs de murar som avgränsar valvet.
Konstruktivt för sköldbågen ner trycket från valvet till vissa stödpunkter. I den gotiska arkitekturen återfinns vanligen ett klerestorium mellan sköldbågarna.